# Tom McCabe
Thomas McCabe (28 de abril de 1954 – 19 de abril de 2015) fue un político escocés quién sirvió como Ministro para el Parlamento de 1999 hasta 2001 y Ministro de Finanzas y Reformas de Servicio Público de 2004 hasta 2007. Miembro del Partido Laborista escocés, del Parlamento escocés (MSP) para el distrito electoral Hamilton South de 1999 hasta 2011.

## Biografía
McCabe fue educado en St. Martin´s Secondary School, Hamilton, y obtuvo un diploma en Administración del Sector Público del Bell College of Technology, Hamilton.
Trabajó para Hoover plc (Cambuslang) de 1974 a 1993, y entonces en trabajo social con el Consejo Regional de Strathclyde y el consejo de Lanarkshire North. Este fue elegido para servir como concejal para el Consejo del Distrito de Hamilton y se convirtió en su líder, luego sirvió como el primer dirigente de Consejo de Lanarkshire South cuando este fue creado en 1996 después de una reforma de gobierno local.

## Miembro del Parlamento escocés
McCabe fue elegido al Parlamento escocés por South Hamilton en 1999. Como este era el primer distrito electoral en declarar sus resultados, fue el primer MSP en ser elegido de la historia.
Primero fue designado Ministro para el Parlamento en el Ejecutivo escocés de 1999 a 2001. A continuación de la designación de  Jack McConnell como Primer Ministro estuvo fuera del gobierno hasta después de las elecciones parlamentarias de Escocia de 2003, cuando regresó como Viceministro de Salud y Cuidado Comunitario. En octubre de 2004, fue promovido a Ministro de Finanzas y Reforma de Servicio Público en lugar de Andy Kerr.
En marzo de 2005, creó el AEWG (Grupo de Trabajo para el Entretenimiento Adulto), el cuerpo consultivo escocés instalado dentro del Ejecutivo escocés para investigar los asuntos legislativos implicados en la propuesta para prohibir el baile de regazo en Escocia. Esta prohibición es actualmente opuesta por figuras como Veronica Deneuve y el grupo sindical IUSW (la Unión Internacional de Trabajadoras Sexuales) un miembro del sindicato GMB.
McCabe fue una de las varias pérdidas del partido Laborista después de las elecciones del 5 de mayo de 2011, perdiendo en lugar de Christina McKelvie del SNP en el recientemente formado distrito electoral de Hamilton, Larkhall y Stonehouse.

## Vida personal
McCabe tuvo una relación con la propagandista laborista y periodista Lorraine Davidson.
McCabe murió de cáncer en abril de 2015 después de un periodo de enfermedad. Una calle residencial en Hamilton fue nombrada en su honor dos años después de su muerte.